# 夫差
夫差（前6世纪？—前473年），音扶钗，姬姓，春秋时期吴国第25任君主，在位时期为前495年—前473年。

## 生平
夫差生年不详。前496年，阖闾在檇李之战负伤而亡。夫差为了洗雪其父阖闾败给越王勾践的耻辱，励精图治，吴国也迅速增強。夫差二年（前494年），於夫椒（今江蘇苏州西南太湖中）打败越王勾践，随后将勾践围困在会稽山。勝利後，勾践献出举国珍宝，向吳國请和，表示臣服，夫差将勾践釋回越国。
夫差十一至十三年，夫差接连举兵伐齐，伍子胥苦谏应该先南下彻底消灭越国，以致君臣不和产生严重的意见分歧，终导致夫差赐「屬鏤之劍」予伍子胥，伐楚功臣伍子胥自刎。夫差取伍子胥的首级悬于城门楼之上，用酒器鸱夷装尸体扔进闾江，鸱夷为革制酒器，吴地后人说端午吃粽子纪念伍子胥可能源于此。
勾踐在越國卧薪尝胆，十年生聚十年教訓，迅速恢復越國國力，圖謀報復。前486年，夫差在邗（今江蘇揚州附近）築城，又開鑿邗溝，連結了長江和淮河，前484年，在艾陵之戰中全殲十萬齊軍。前482年，夫差在黃池（今河南封丘西南）會盟諸侯，與晉爭霸獲勝。但夫差僅使太子友和老弱守國，勾踐乘虛而入，大敗吳師、殺太子友。
夫差二十三年十一月丁卯（前473年），都城姑苏（今苏州）被勾踐興兵攻破，夫差被圍困在吳都西面的姑蘇山上，吳國滅亡，而夫差也被勾踐流放，夫差不能接受而自殺。

## 家庭

### 子女
- 太子友，前482年。
- 王子地，周敬王三十八年(公元前482年)，越王勾踐伺吳軍主力北上爭霸，分兩路伐吳。其與太子友、王孫彌庸、壽於姚率留守都城之師抵禦，俘獲越將謳陽。勾踐率其主軍至，其堅守都城，被擊敗，越人攻入都城。
- 有一女紫玉

### 孫
- 王孙弥庸
- 王孙寿

## 其他
日本《新撰姓氏錄》右京松野一族認為自己出自夫差。

## 影视形象
- 1986年上映的電視劇《西施》中，夫差由白彪飾演。
- 1987年上映的电视剧《西施》中，夫差由张复建饰演。
- 1995年上映的電視劇《西施》中，夫差由寇振海飾演。
- 1996年上映的电视剧《東周列國·春秋篇》中，夫差由鮑大志飾演。
- 1997年上映的电视剧《孫武》中，夫差由吳曉東飾演。
- 1998年上映的电视剧《戰國紅顏》中，夫差由童安格飾演。
- 2006年上映的电视剧《爭霸傳奇》中，夫差由馬德鐘飾演。
- 2007年上映的电视剧《臥薪嘗膽》中，夫差由胡軍飾演。
- 2007年上映的电视剧《越王勾踐》中，夫差由尤勇飾演。
- 2009年上映的电视剧《兵聖》中，夫差由張頌文飾演。
- 2012年上映的电视剧《西施秘史》中，夫差由馬景濤飾演。
- 2013年上映的电视剧《英雄》中，夫差由鄭嘉穎飾演。